# Le Chasseur Zéro
Pour les articles homonymes, voir Chasseur Zéro.
Le Chasseur Zéro est le premier roman de Pascale Roze publié le 22 août 1996 aux éditions Albin Michel et ayant obtenu le prix Goncourt la même année.

## Historique
Le roman reçoit le prix Goncourt en 1996 grâce au soutien de François Nourissier, ainsi que le prix du premier roman la même année.

## Résumé
Le chasseur Zéro est un avion kamikaze qui, en avril 1945, frappe le cuirassé USS Maryland de la marine américaine durant la bataille d'Okinawa. Laura a alors treize mois quand elle perd son père américain qui était officier sur ce navire. Sa mère la ramène en France, où elle va grandir entre ses grands-parents et une mère en dehors de la réalité, et tout le monde refuse de lui expliquer la mort de son père. Après qu'une amie lui a offert le livre d'un ex-pilote kamikaze, décrivant l'esprit de sacrifice qui animait ces jeunes pilotes de dix-huit ans, elle développe une fascination morbide pour le kamikaze du Maryland. Elle entend dans sa tête le bruit du chasseur Zéro et rien ne peut la soigner. Elle gâche ses études et une belle histoire d'amour, et tente même de se suicider au volant de sa voiture, comme le pilote kamikaze tenant le manche de son avion. Elle survit, mais conserve son obsession. 

## Éditions
- Éditions Albin Michel, 1996  (ISBN 2226087087).
- Le Livre de poche, 1998  (ISBN 2253144207)